# گوک‌خان گولچ
گوک‌خان گولچ (انگلیسی: Gökhan Güleç؛ زادهٔ ۲۵ سپتامبر ۱۹۸۵) بازیکن فوتبال اهل ترکیه است.
از باشگاه‌هایی که در آن بازی کرده‌است می‌توان به باشگاه فوتبال خزر لنکران، باشگاه فوتبال شانلی‌اورفه‌اسپور، باشگاه فوتبال دنیزلی اسپور، باشگاه فوتبال بشیکتاش، باشگاه فوتبال بورسااسپور، باشگاه فوتبال قاسم‌پاشا اسپور، و باشگاه فوتبال غازی عینتاب‌اسپور اشاره کرد.
وی همچنین در تیم‌های ملی فوتبال زیر ۲۰ سال ترکیه و زیر ۲۱ سال ترکیه بازی کرده‌است.